# ブレッソ
ブレッソ（伊: Bresso）は、イタリア共和国ロンバルディア州ミラノ県にある、人口約26,000人の基礎自治体（コムーネ）。

## 地理

### 位置・広がり

#### 隣接コムーネ
隣接するコムーネは以下の通り。
- チニゼッロ・バルサモ
- コルマーノ
- クザーノ・ミラニーノ
- ミラノ
- セスト・サン・ジョヴァンニ

### 地震分類
イタリアの地震リスク階級 (it) では、3 に分類される
。